# Reynerie (quartier)
La Reynerie  [ʁɛjnəʁi] , (oc) La Reinaria , est l'un des trois quartiers composant le quartier prioritaire du Grand Mirail dans la ville de Toulouse.

## Toponymie
Toponyme de structure classique désignant le domaine d'un propriétaire : suffixe locatif -IA, accolé à l'anthroponyme, généralement un prénom germanique latinisé.
Ragnárius <  rágin (conseil) + hári (armée), soit Rainier, Reinier...
La Rèinariá [la 'rɛjna'rjɔ] en occitan languedocien toulousain
L'Arrèinaría [l a'rrɛjnar'iɔ] en gascon local, simplifié en La Rèinaria
Le quartier La Reynerie, doit son nom au domaine et au petit château, une folie, construit en 1781 par Guillaume Dubarry. Ce pavillon est situé sur le flanc de la première terrasse alluviale, dominant le lac. 

## Histoire
Au début des années 1960, l'équipe de l'architecte Georges Candilis gagne un appel d'offres de la mairie de Toulouse pour un projet de ville nouvelle à l'ouest de Toulouse, dans le cadre d'une procédure de Zone à urbaniser en priorité (ZUP). Le projet présenté reprend quelques principes d'urbanisme utilisés dans les grands ensembles de la région parisienne mais y ajoute des éléments novateurs dans la conception des circulations : la séparation des piétons et des véhicules par une dalle reliant les trois quartiers, associée à des coursives courant tout du long des barres d'immeubles aux 5e et 9e étages. La dalle couvre une partie importante des espaces de stationnement, et permet de rejoindre à pied les centres commerciaux et les équipements scolaires de chaque quartier sans jamais avoir besoin de marcher au niveau de la rue. L'idée générale est de faciliter le contact et les rencontres entre habitants, faisant du quartier un objet révolutionnaire pour l'époque.

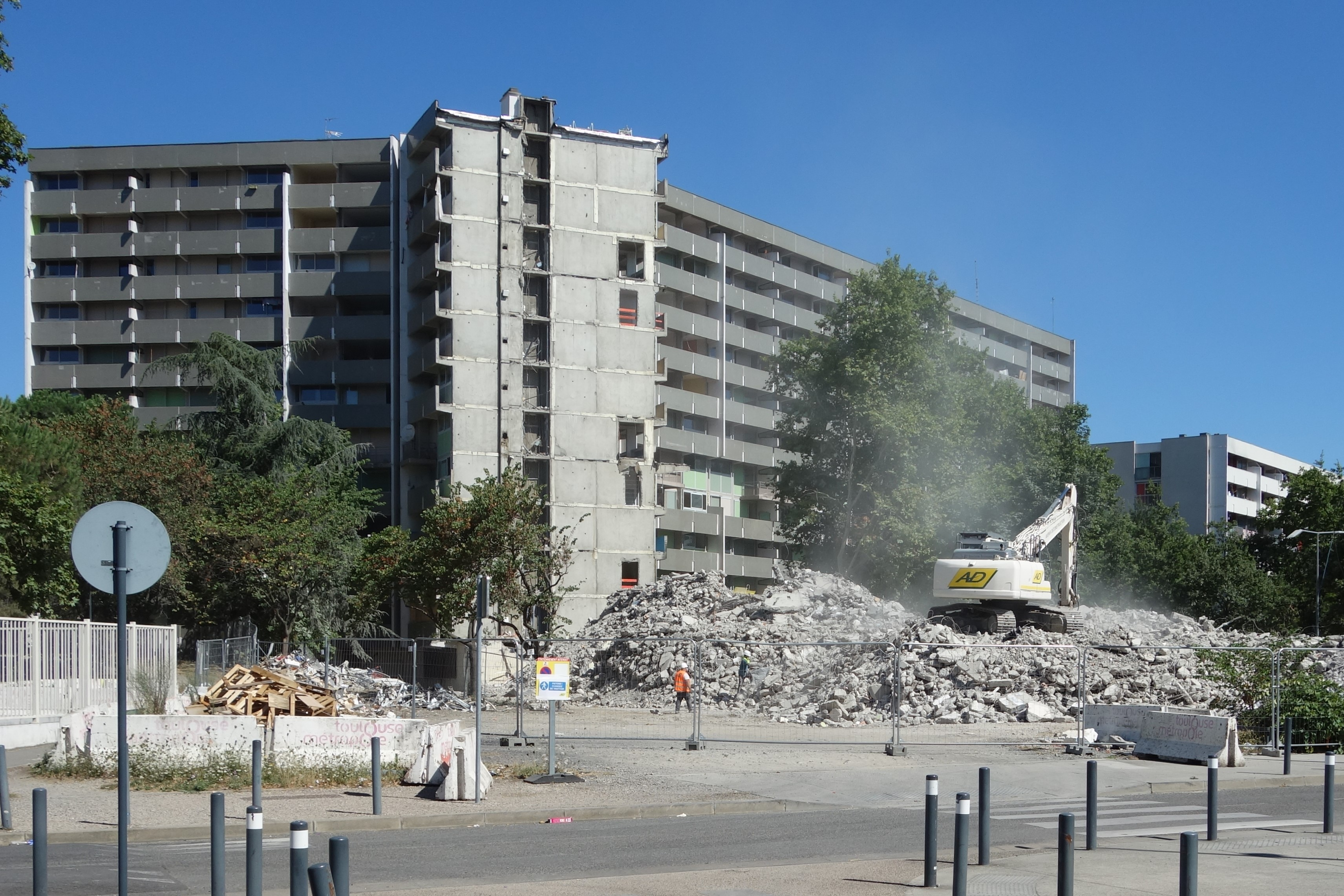
Démolition rue Georges-Candilise, en 2024.

Un projets de renouvellement urbain, le plus importants de la ville de Toulouse, celui du quartier de la Reynerie, lancé en 2019, prévoit que quatre barres d’immeubles tripodes, soit démoli, dans le cadres du projets de renouvellement urbain.

## Géographie
Le quartier est délimité par l'avenue de Reynerie au sud et à l'est, le parc à l'ouest et l'avenue de Tabar au nord.
Le quartier est au centre de l'ensemble du Mirail et est entouré par Bellefontaine au sud, le campus de l'université du Mirail au nord et Basso Cambo à l'ouest.

## Lieux et monuments
- Le parc de Reynerie
  - Le Château de Reynerie

## Aménagement urbain
- Le quartier dispose d'écoles, d'un COSEC et d'une médiathèque, ainsi que des lieux de cultes tel qu'une église et une mosquée[3]. Le collège de la Reynerie a été détruit.

- La place Conchita Grangé-Ramos, esplanade publique nommée en mémoire de la résistante Conchita Ramos (1925-2019), est l'un des éléments phare de centralité du quartier, accueillant plusieurs équipements nouveaux[4].
- Le quartier a un projet de rénovation urbaine conduit par Toulouse Métropole.

## Voies de communications et transports

### Transports en commun
Le quartier dispose d'une station de métro attitrée, et la ligne de bus 14 parcours l'avenue de Reynerie.
- Reynerie

- Bellefontaine (à proximité directe)
  - 14

- Mirail – Université (à proximité directe)
  - 1446

### Axes routiers
L'avenue de la Reynerie fait le tour du quartier, elle constitue l'artère périphérique.